# Patrick Philippe
Patrick Philippe (* 15. Februar 1962 in Saint-Julien-en-Genevois) ist ein französischer Curler. 
Sein internationales Debüt hatte Philippe bei der Juniorenweltmeisterschaft 1982 in Fredericton, er blieb aber ohne Medaille. 
Philippe spielte als Second der französischen Mannschaft bei den XVI. Olympischen Winterspielen 1992 in Albertville im Curling. Die Mannschaft belegte den sechsten Platz.